# Doriprismatica
Doriprismatica d'Orbigny, 1839 è un genere di molluschi nudibranchi della famiglia Chromodorididae.

## Tassonomia
Comprende le seguenti specie:
- Doriprismatica atromarginata (Cuvier, 1804) - specie tipo
- Doriprismatica balut Matsuda & Gosliner, 2018
- Doriprismatica dendrobranchia (Rudman, 1990)
- Doriprismatica kulonba (Burn, 1966)
- Doriprismatica kyanomarginata Yonow, 2018
- Doriprismatica marinae Matsuda & Gosliner, 2018
- Doriprismatica paladentata (Rudman, 1986)
- Doriprismatica plumbea (Pagenstecher, 1877)
- Doriprismatica rossi Matsuda & Gosliner, 2018
- Doriprismatica sibogae (Bergh, 1905)
- Doriprismatica stellata (Rudman, 1986)
- Doriprismatica tibboeli (Valdés & M. J. Adams, 2005)